# Tribute (1980)
Tribute (Brasil: Tributo) é um filme canadense de 1980, do gênero comédia dramática, dirigido por Bob Clark  e estrelado por Jack Lemmon e Robby Benson.